# Істрія

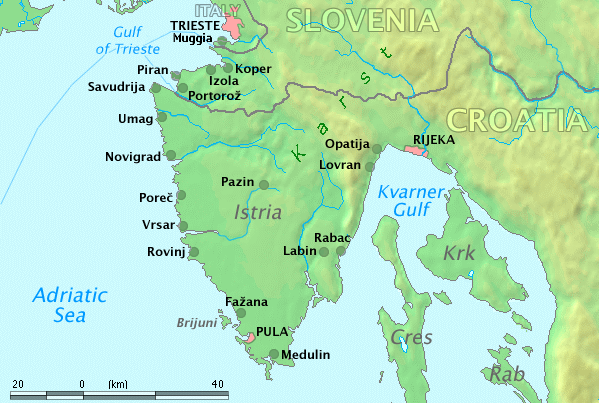

І́стрія (хорв. Istra, словен. Istra, серб. Истра/Istra, італ. Istria, грецька: Istria, Ιστρια) — найбільший півострів в Адріатичному морі, розташований між Трієстською затокою і бухтою Кварнер.
Більшість півострова належить Хорватії за винятком невеликої північної частини, яка належить Словенії, та міста Муджа, яке належить Італії. Найбільші міста хорватської Істрії:
- Пула (Pula) — 52 220 мешканців (2021)
- Ровінь (Rovinj) — 12 291 (2021)
- Пореч (Poreč) — 16 607 (2021)
- Лабин (Labin) — 14 424 (2021)
- Опатія (Opatija) — 10 619 (2021)
- Умаг (Umag) — 12 699 (2021)
- Пазин (Pazin) — 8279 (2021).

На Адріатичному узбережжі, зовсім поряд з Істрією, розташовано третє за величиною хорватське місто — Рієка. Найбільші міста словенської частини Істрії лежать ланцюжком на 30-кілометровій ділянці словенського узбережжя:
- Копер (Koper) — 25 611 жителів (2019)
- Ізола (Izola) — 11 682 (2020)
- Пиран (Piran) — 3730 (2020)
- Порторож (Portorož) — 2866 (2020).

## Історія

### Рання історія

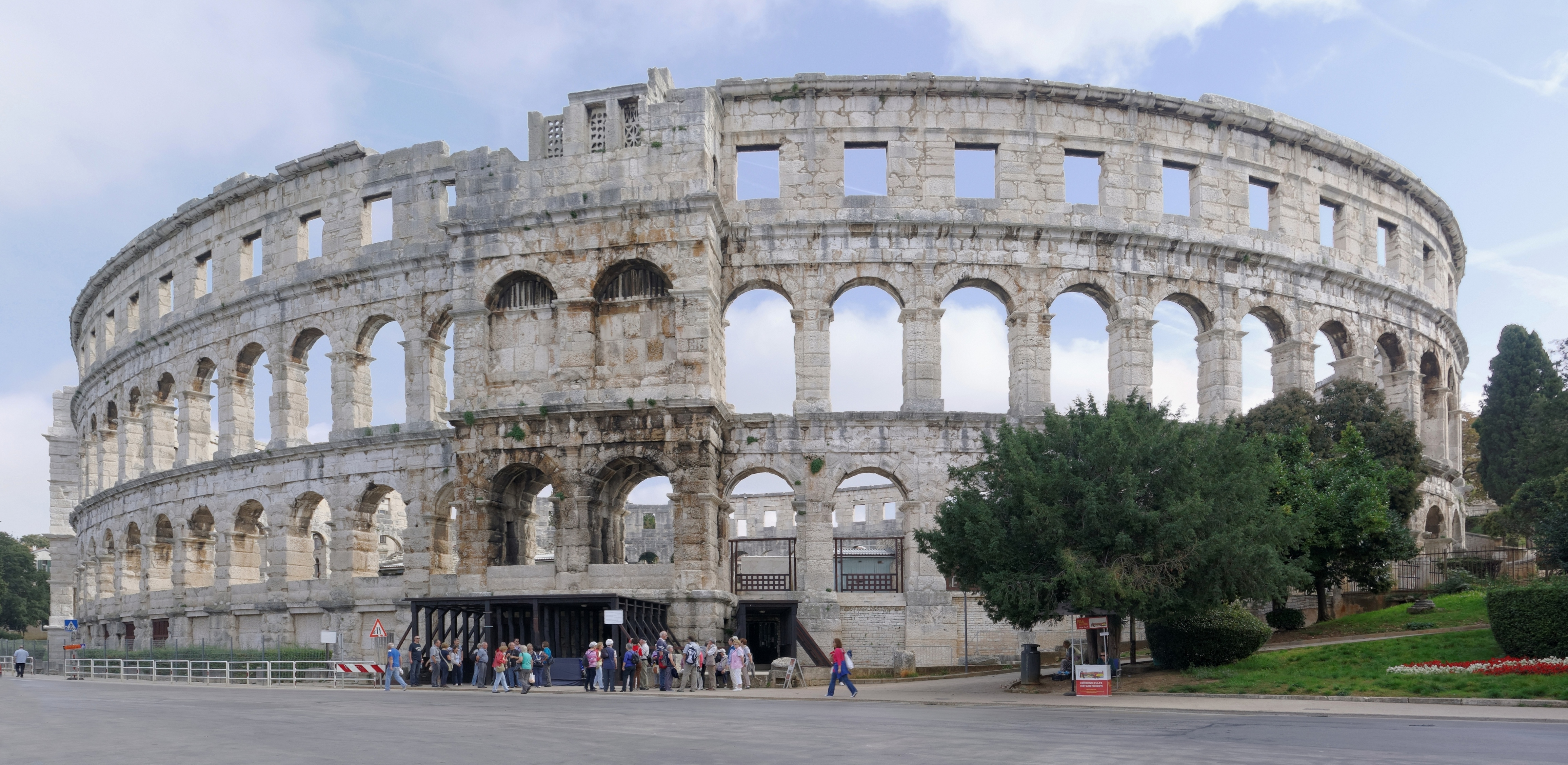
Амфітеатр в м. Пула

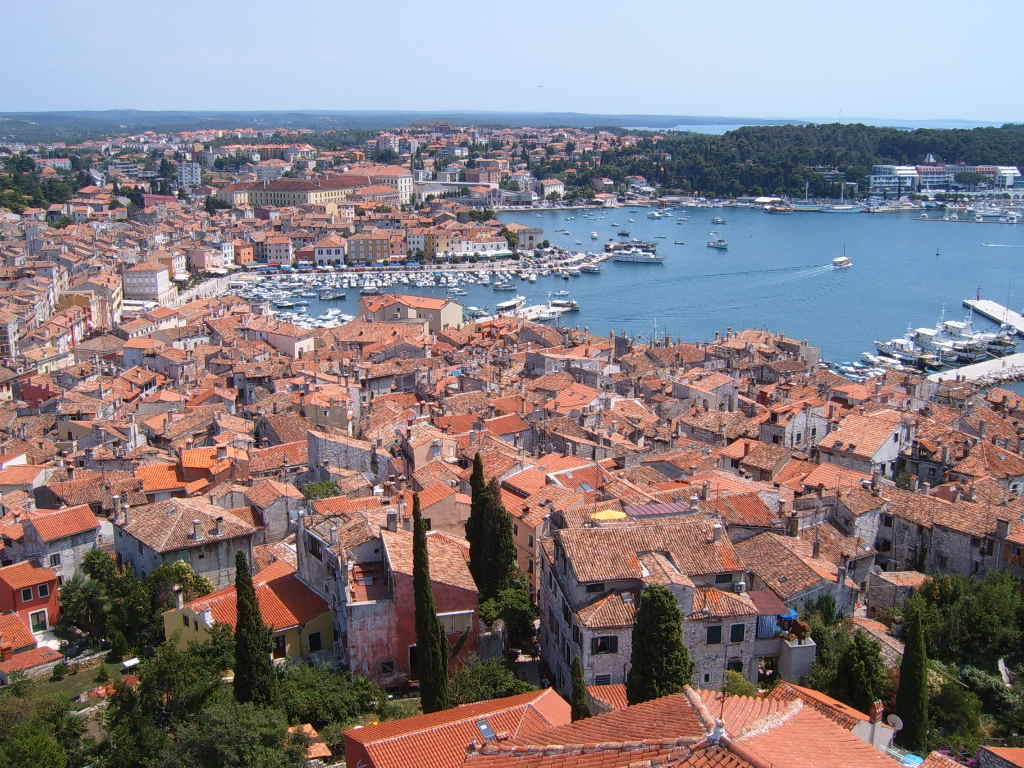
м. Ровінь

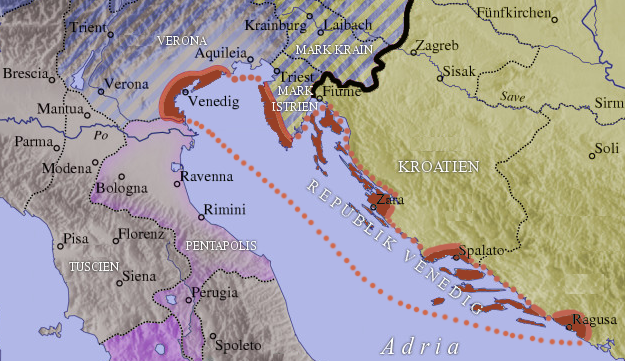
Мапа Венеційської республіки, бл. 1000 року. Республіка зображена в темно-червоним, кордони червоним пунктиром.

Перші поселення на півострові були засновані греками, зокрема місто на місці сучасної Пули. Греки довгий час уживалися на півострові з місцевими племенами, які Страбон називає «істрійцями» і від яких і походить назва півострова. Істрійці були підкорені Римом в 177 р. до н. е.
Після падіння Західної Римської імперії регіон періодично захоплювали і розоряли готи та лангобарди. У 789 р. приєднаний до Франкського королівства. Потім, послідовно, був під владою герцогів Каринтії, Мерано, Баварії, перш ніж став територією Республіки Венеція в 1267 році.
У VII столітті на півострові з'явилися слов'янські племена, проте, на відміну від багатьох інших територій сучасної Хорватії, їм не вдалося витіснити або асимілювати романське населення. Багатовікове мешкання пліч-о-пліч романського і слов'янського населення додало культурній і лінгвістичній громаді Істрії неповторну своєрідність.

### Істрія у Венеційській республіці і в складі Священної Римської імперії
Прибережні райони і міста Істрії потрапили під вплив Венеції у IX столітті, повний контроль Венеційська республіка отримала в 1267 році. Внутрішня частина Істрії довкола Міттербурга,  протягом століть була в складі Священної Римської імперії.
Венеційське правління залишило в регіоні великий слід, який ще можна побачити сьогодні. У венеційський період Істрія пережила небувалий культурний і економічний розквіт. Саме тоді було побудовано величезну кількість середньовічних палаців, вілл, храмів, багато з яких збереглись до наших днів.

### Істрія в Австрійській імперії (1797—1918)
Внутрішня частина Істрії довкола Міттербурга, відома своїми німецькими і романськими (морлахи) мешканцями. Влада Священної Римської імперії закінчилася в період наполеонівських війн з 1805 до 1813 року, коли Істрія була частиною Королівства Італія й Іллірійської провінції Наполеонівської імперії. Після цього короткого періоду знов створена Австрійська імперія володіла Істрією — провінція Австрійське Примор'я, яка включала міста Трієст і Гориція до 1918 року. Тогочасна Істрія включала частину італійської сьогоденної провінції Фріулі-Венеція-Джулія і частину сучасної Словенії і Хорватії, але без міста Трієст. Сьогодні, кордони Істрії визначають інакше.

### Міжвоєнний період іДруга світова війна: Істрія в складі Королівства Італія

Істрія під італійською владою

Після Першої світової війни і розпаду Австро-Угорщини, Істрія відійшла до Італії. Після приходу фашистів до влади місцеве хорватське і словенське населення піддаються насильницькій італізації. Вони втратили своє право на освіту і релігійну практику на рідній мові. Організація ТІГР, розглядається як перша озброєна антифашистська група опору в Європі, була заснована в 1927 році на словенському узбережжі і незабаром поширила свій вплив на словенську і хорватську частини Істрії.
У 1943 році югославські партизани вторглися в Істрію і розпочали терор істрійського населення. Німецька окупація Італії зупинила партизанський терор.

### Істрія в складі Югославії
У 1945 році комуністичні партизани Йосипа Броз Тіто убили в Істрії близько 5000 італійців, а сотні тисяч італійців втекли з півострова.
Після закінчення Другої світової війни в 1947 році Істрію включили до складу Соціалістичної Федеративної Республіки Югославії, за винятком невеликої частини на північному заході, яка була в складі зони А, вільної території Трієст; Зона B перебувала під югославською владою і після фактичного розділу вільної території в 1954 році вона була включена в склад Югославії.
Лише маленьке містечко Муджа (Milje/Muggia), біля Трієста, будучи частиною зони В, залишилося в складі Італії. У час і незабаром після закінчення Другої світової війни, значне число цивільних осіб були убиті під час Істрійської різанини, в Істрії і на плато Карст, прилеглому до Трієста.
До кінця 1950-х близько чверті мільйона людей, в основному тих, що належали до італійської етнічної групи, втекли з Істрії через страх перед комунізмом і сильну післявоєнну міжетнічну напругу. Істрія втратила значну частину свого населення (80 %) і частину своєї соціальної та культурної самобутності. У той самий час в Істрію прийшли мігранти з інших регіонів Югославії.

### Істрія після розпаду Югославії
У складі Югославії півострів був поділений адміністративним кордоном між Хорватією і Словенією, вельми приблизно відповідаючи лінії етнічного розмежування між народами. Після розпаду Югославії в 1991 р. умовний адміністративний кордон став державним, що привело до того, що півострів вперше у своїй історії виявився поділений між двома країнами.

## Етнографія і лінгвістика

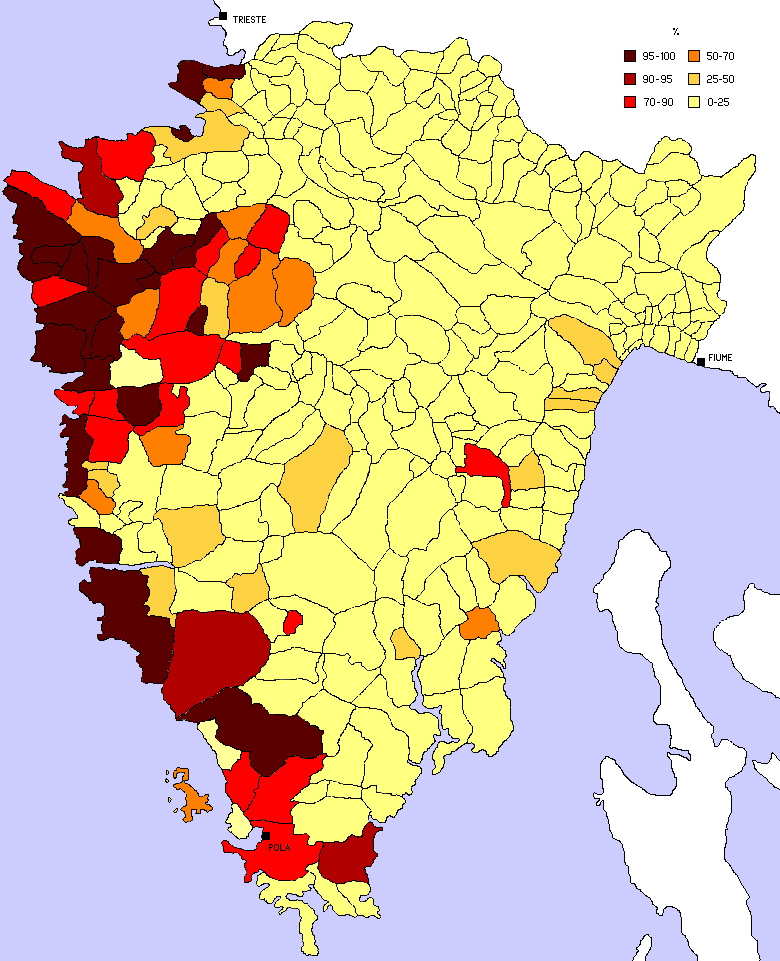
Італійці в Істрії в 1910.

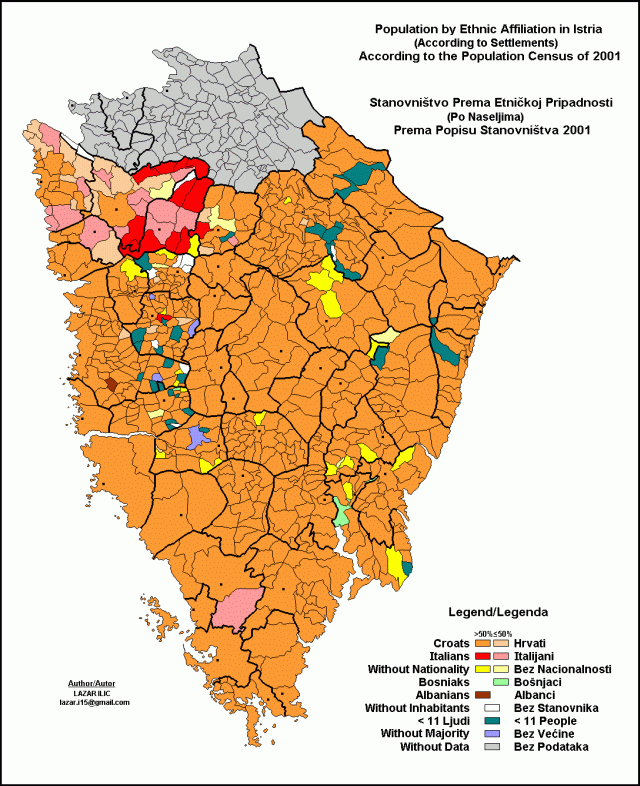
Істрія 2001 р.

Більшість традиційних уявлень, з позиції яких розглядаються ті або інші народності або мови терплять повний крах в Істрії. Тривале спільне мешкання слов'янських і романських народів, їхній взаємний вплив на мову і культуру один одного, а також численні міграції тих або інших народностей з півострова або на нього привели до появи унікальної етномовного стану.
Застосовуючи терміни «хорвати», «італійці» і «словенці», не слід забувати, що йдеться саме про істрійські етноси, які сильно збагатили один одного, створивши якийсь загальноістрійський мовний і культурний компонент. Так, кажучи про «хорватів» стосовно більшості населення півострова, не слід забувати, що від інших хорватів істрійські сильно відрізняються мовою, культурою і навіть кухнею. Що стосується «італійців» в Істрії, то це слово може відноситися і до нащадків людей, які історично тут завжди проживали і зберегли приналежність до романської культури, і до слов'ян, що перейняли в XIX або XX столітті італійську мову й спосіб життя, і до нащадків емігрантів з Італії, що приїхали на Істрію в період між світовими війнами і що не виїхали назад в Італію після закінчення Другої світової війни.
У 1910 р. згідно з переписом населення в Австро-Угорщині 41,6 % істрійців розмовляли хорватською, 36,5 % італійською, 13,7 % словенською, 3,3 % німецькою, менше відсотка істророманською й істрорумунською. Події XX століття привели до сильного скорочення числа людей, що вважають італійську рідною мовою. Попри це в більшості портових міст Істрії, як у Хорватії, так і в Словенії зберігається двомовність. Крім того, в істрійських діалектах хорватської і словенської мов дуже багато запозичених італійських слів.
У 2001 р. перепис населення в хорватській частині Істрії приніс такі результати щодо національного складу: хорвати — 71, 9 %, італійці — 6,9 %, словенці — 4,3 %, серби — 1,5 %, інші національності менше 1 %. Близько 10 % визначили себе як істрійці.
Істророманська та істрорумунська мови — окремі мови романської групи, які колись активно використовувались на півострові поряд з хорватською, італійською і словенською.
Істророманською мовою колись розмовляли майже на всьому південному заході півострова. Нині вона перебуває на межі зникнення і використовується лише невеликою кількістю людей в містах Ровінь і Воднян.
Істрорумунська мова до XIX століття була поширена на сході Істрії, а також на островах Раб і Крк. Зараз перебуває на межі вимирання, збереглася лише в декількох селах східної частини півострова. У 1982—1983 рр. нею розмовляли лише 555 осіб. Точне число носіїв мови в наш час[коли?] невідоме.

## Пам'ятки
- Бує і Грожнян — маленькі старовинні міста в західній частині півострова на узбережжі.
- Бріуни — національний парк Хорватії. Включає групу островів, розташованих біля узбережжя Істрії за 6 км від Пули.
- Дебелий мисик, також Дебелі Ртіч — мис у Словенії на кордоні з Італією.
- Лімський канал  — довга і вузька затока, вдається у західну частину півострова. Традиційне місце розведення устриць і мідій. Красиві пейзажі.
- Бале і Воднян — ще два красиві сусідні містечка на пагорбах. Головними пам'ятками в Бале є Палац Бембо (XV століття) в стилі італійської неоготики, а у Водняне — церква св. Блажа в стилі бароко.
- Ловран і Опатія — міста на самому північному сході півострова неподалік від Рієки на березі Кварнерської затоки. Ця ділянка істрійського узбережжя ще з венеційських часів була улюбленим місцем для відпочинку знаті. Піку популярності це місце досягло в австро-угорську епоху. Численні готелі і вілли тієї епохи зараз відреставровані і додають цим містам особливий шарм. Старе місто Ловрана добре збереглося. На центральній площі — романська церква св. Юрія (XIV століття).
- Двіград — руїни древньої фортеці біля Лімської затоки, покинутої мешканцями в XVII столітті.

## Галерея

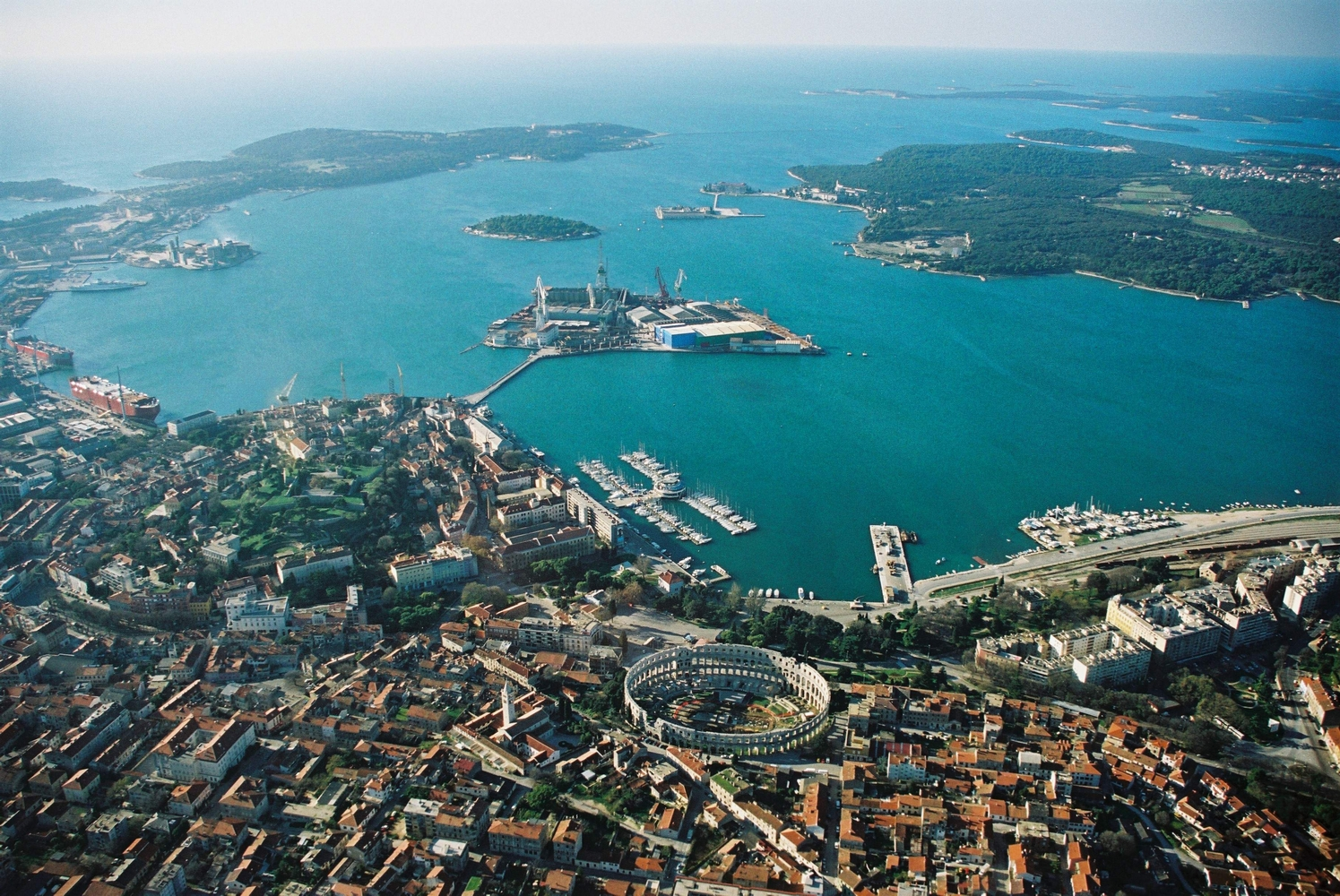
Пула з висоти пташиного польоту
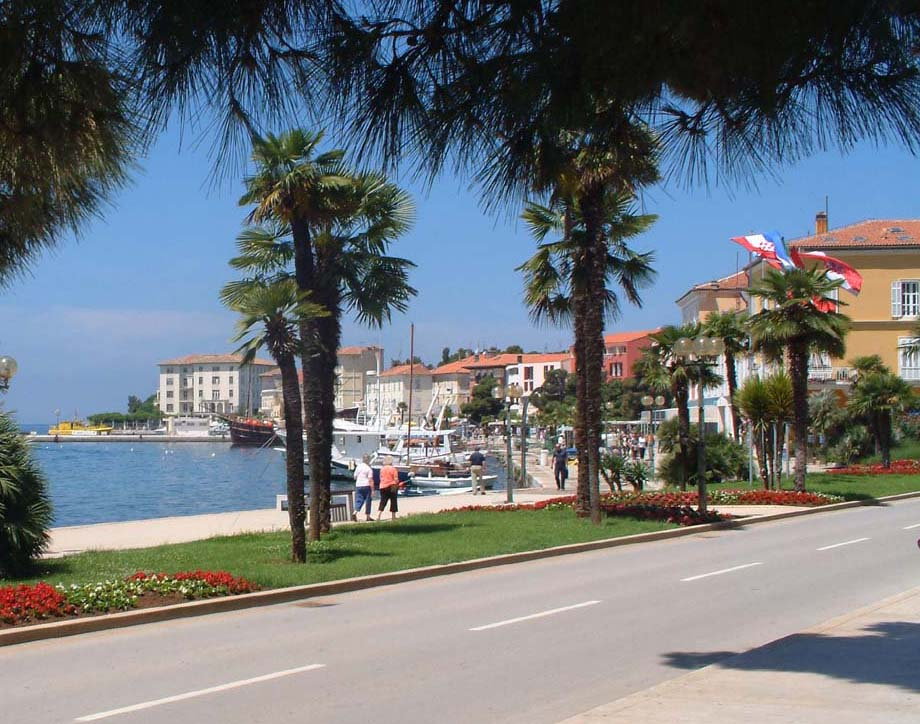
Променад (Ріва) Пореча
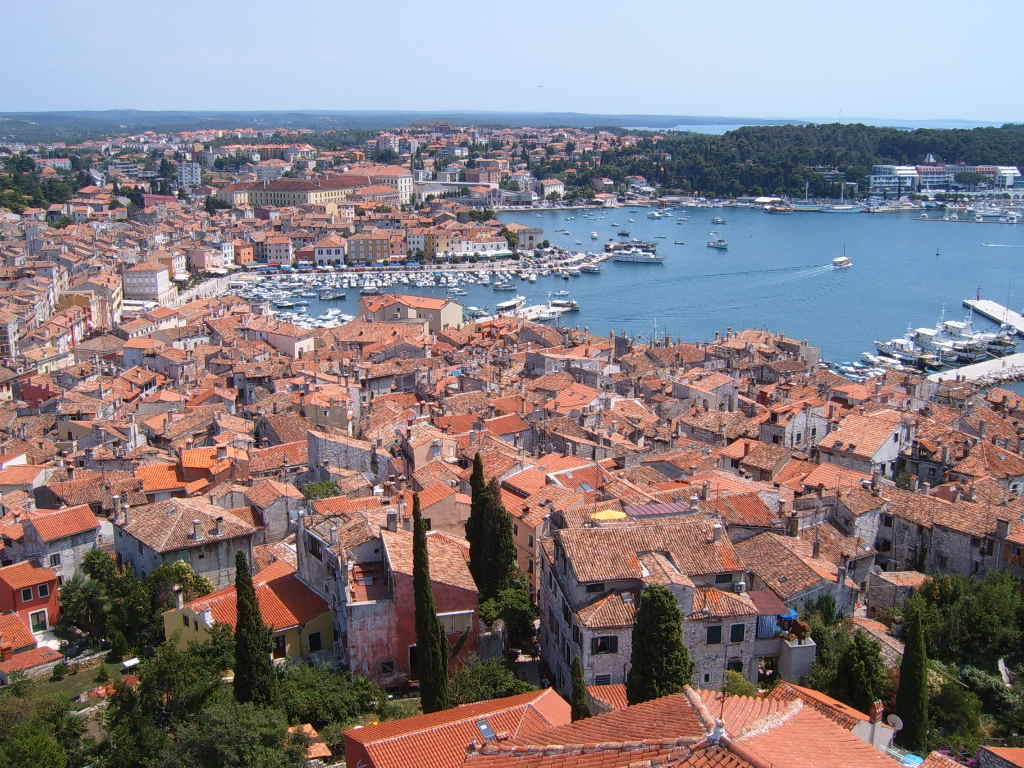
Ровінь, вигляд з Кампаніли церкви Святої Євфимії (Хорватія)
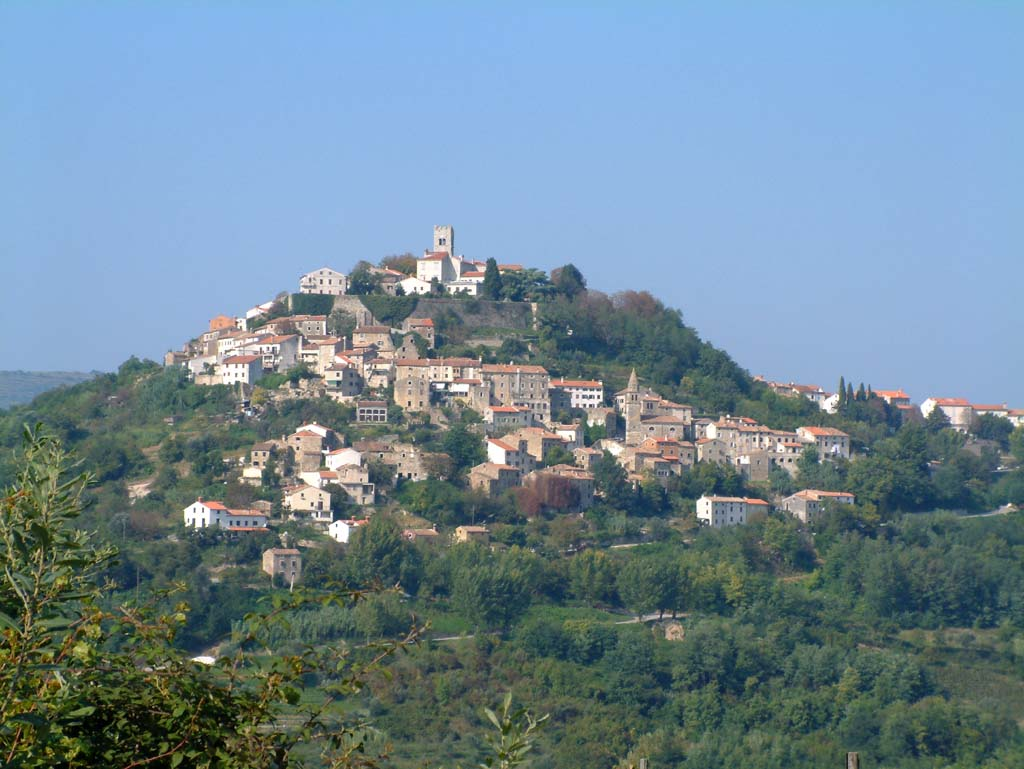
Мотовун (Хорватія)
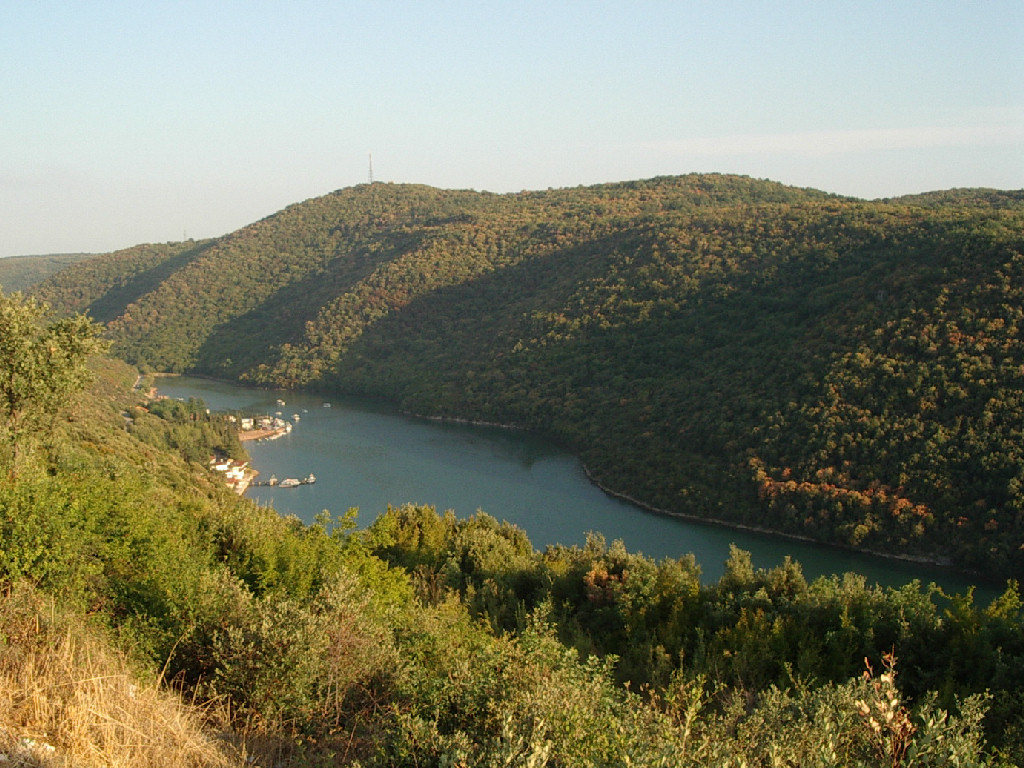
Канал Лім (Хорватія)
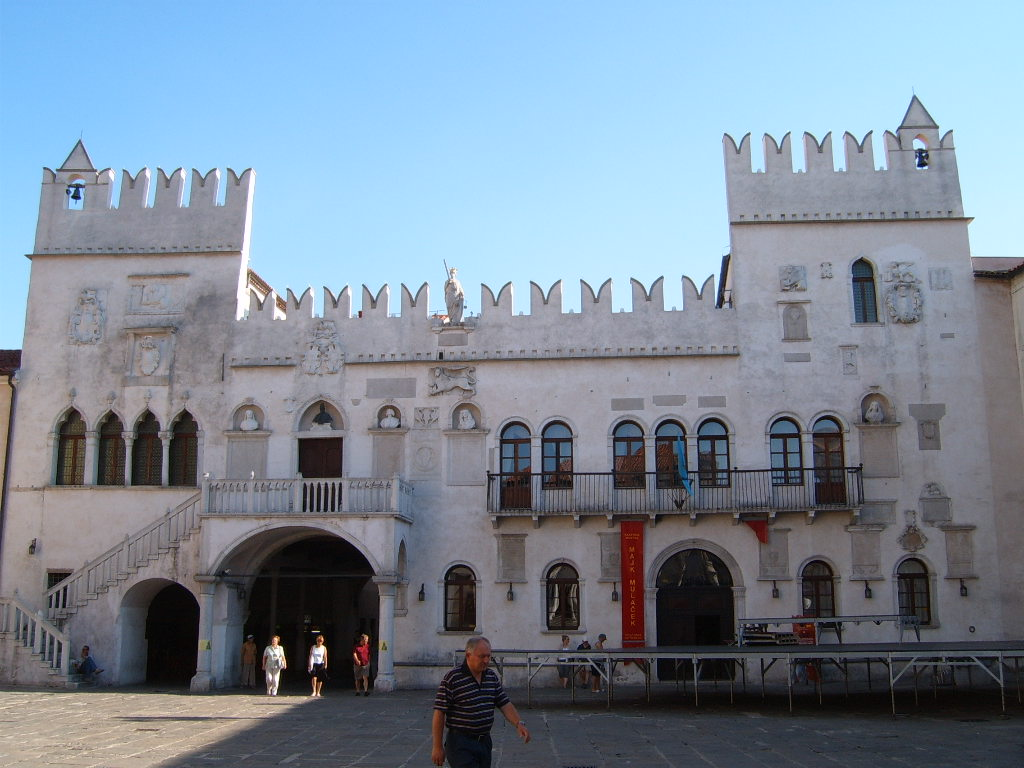
Венеційський Преторіанський палац у Копері (Словенія)
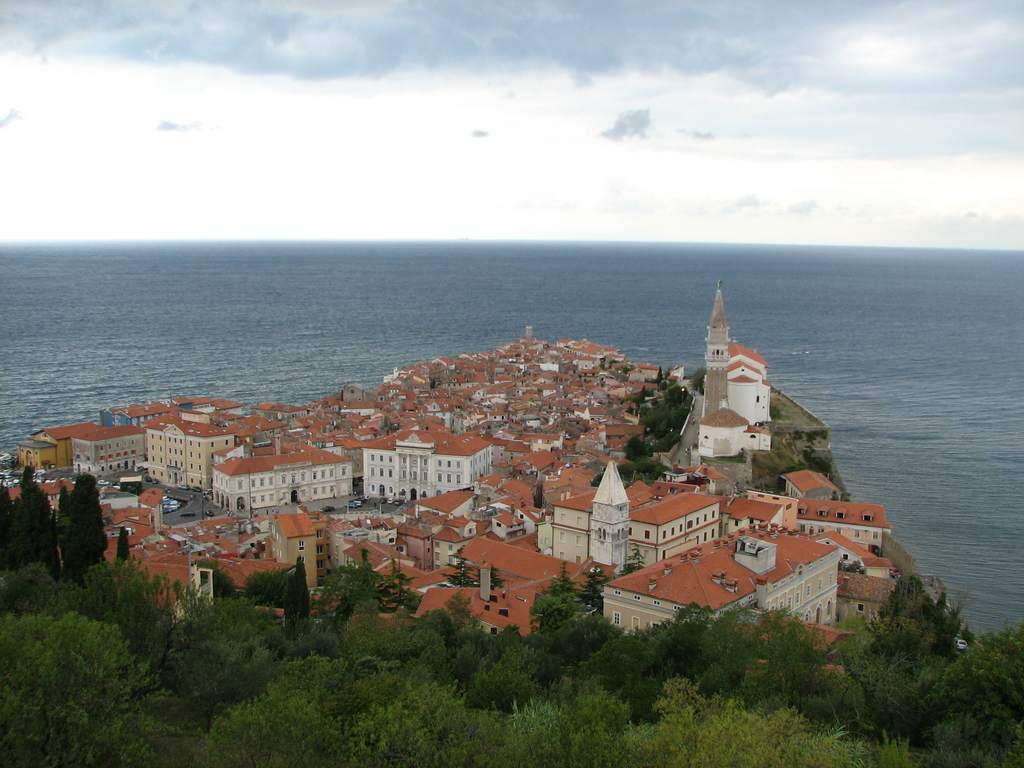
Старе місто Пиран (Словенія)
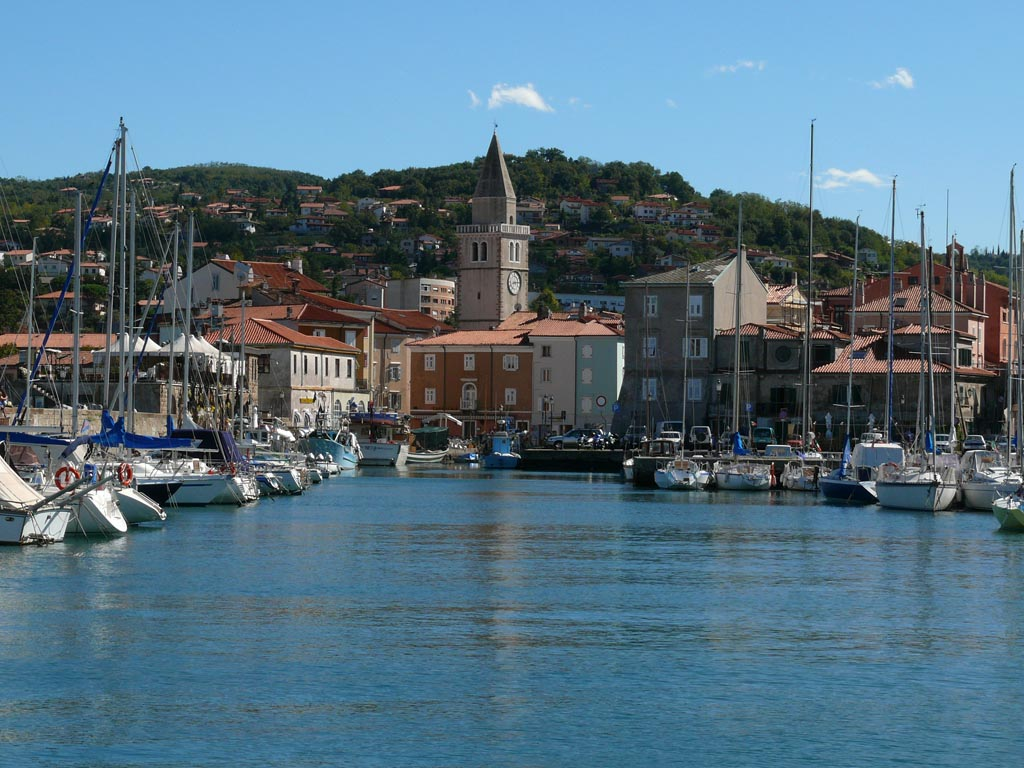
Порт у Муджі (Італія)